# Tifoseria dell'Unione Sportiva Alessandria Calcio 1912

In questa voce sono riportate informazioni relative alla storia ed evoluzione della tifoseria dell'Unione Sportiva Alessandria Calcio 1912, società calcistica italiana con sede a Alessandria.

Gli ultras grigi durante un derby contro il Casale della stagione 1991-1992

## Contesto
In una ricerca sulla storia della tifoseria grigia, lo scrittore Alessandro Barillaro racconta che, nel 1975, gli ultras del Genoa erano stati «messi in guardia» dai «tifosi più anziani» prima di una trasferta ad Alessandria, poiché essa «aveva fama di essere un posto caldissimo e molto appassionato fin da quando, molti anni prima, scontri violentissimi al termine di un incontro con il Piacenza erano stati addirittura sedati grazie all'intervento dell'esercito» (ci si riferisce al già citato episodio del febbraio 1946); a dimostrazione della precoce «penetrazione del tifo sul territorio» e «nel tessuto cittadino», la giornalista Mimma Caligaris ricorda «la banda musicale» che accolse al suo ritorno in città «la squadra che, nel 1912, conquistò la Coppa Flotta Aerea a Piacenza», i ritrovi dei sostenitori in storici locali quali «il Caffè Boratto e il Bar Florè», che fu anche sede della società, le «cinquecento persone» che nel 1920 seguirono la compagine cinerina in trasferta a Genova e il voto onorato da una certa «signorina Castelli» che, dopo la vittoria dello spareggio per la promozione in Serie A del 23 giugno 1957, si recò a piedi «da Felizzano a Castellazzo, fino al santuario, per ringraziare la Madonnina per il successo dell'Alessandria»; negli anni immediatamente successivi, secondo un'indagine della Lega Nazionale, Alessandria era il centro con la maggiore «affluenza di spettatori alle partite del campionato di Serie A [...] in rapporto alla popolazione effettiva». Proprio lo spareggio del 1957 contro il Brescia, disputato a San Siro, è ricordato tra le partite con il maggiore afflusso di spettatori (70 000 spettatori totali), così come la gara di Serie C Alessandria-Parma del 18 marzo 1973 (17 000 spettatori e record d'incassi per l'epoca) e la semifinale di Coppa Italia Alessandria-Milan del 26 gennaio 2016, disputata allo Stadio Olimpico di Torino di fronte a circa 20 000 spettatori.

## Tifoseria organizzata
Un primo esperimento di tifoseria organizzata dell'Alessandria, il Gruppo Fedelissimi Grigi, nato su suggerimento dell'allenatore ungherese Lajos Nemes Kovács, risale al 1947; dell'anno successivo è la provocazione del tifoso che suscitò l'ira di Valentino Mazzola in Torino-Alessandria.
Nel 1974, in occasione del ritorno in Serie B della squadra, alcuni club e singoli tifosi che occupavano la curva Nord dello stadio Moccagatta scelsero di unirsi in unico gruppo, chiamato inizialmente "Supporters" e poi, ispirandosi alla tifoseria organizzata della Fiorentina, "Ultras". Dei sostenitori viola si tese a imitare anche lo stile di tifo, osservato durante una gara di Coppa Italia, con tamburi, cori, canti, coriandoli e un primo striscione lungo quattro metri. Fu a un ultras dell'Alessandria che, nel gennaio del 1988, il questore di Mantova inflisse il primo Daspo in Italia per invasione di campo e oltraggio a pubblico ufficiale.
Il gruppo "Ultras Grigi" si sciolse ufficialmente dopo la retrocessione in Serie C2 del 1998 e il nome riunisce oggi, convenzionalmente, un certo numero di gruppi distinti (Supporters 1999, Sbrinza's, Fanciott, Mandrogni Settore Popolari, Brigata Spinello, Nuove Leve).

## Gemellaggi e rivalità

### Gemellaggi
| - Genoa (dal 1975) - Viareggio (dal 1990) - Tolone (dal 2010) - Cosenza (dal 2021) |

Il più antico e prestigioso gemellaggio è quello con il Genoa, nato nel 1975 e resistente tuttora, con frequenti visite reciproche durante le rispettive partite. Altri importanti gemellaggi stretti dagli Ultras Grigi sono quelli con quelli di Trento (nel 1989, raffreddatosi negli ultimi tempi) e Viareggio (nel 1990, ben saldi). Rapporti più o meno profondi di amicizia e di rispetto sono intercorsi negli anni tra gruppi di tifosi grigi e altri di molte squadre; in primis Torino, ma anche Ravenna, Vicenza, Pisa, Perugia, Pro Sesto e Moncalieri, Molto stretto è, inoltre, il rapporto con i francesi del Tolone. Nel 2021 è nata infine una amicizia con i tifosi del Cosenza. Dopo l'alluvione del 1994 i tifosi della SPAL manifestarono tra i primi vicinanza ai sostenitori grigi, sottoscrivendo una raccolta fondi per il restauro dello stadio Moccagatta; altri contributi giunsero da gruppi di tifosi di Milan, Bari, Modena, Ravenna, Leffe, Trento, Parma, Crevalcore e Liverpool.

### Rivalità
Ugo Boccassi cita come prima tifoseria rivale dell'Alessandria quella dell'Andrea Doria: si verificarono scontri sia a Genova, il 1º novembre 1914 (gara caratterizzata da quello che i giornali dell'epoca definirono «un premeditato pestaggio» del pubblico ai danni degli alessandrini presenti «insultati, coperti di sputi, e dovettero poi più tardi fare un lungo giro per raggiungere l'albergo e portati in salvo», dal ferimento per arma da taglio di un dirigente ospite all'uscita dal campo e dall'arresto «per un incidente sorto tra il pubblico durante lo svolgimento del match» di un alessandrino «per minacce a mano armata contro alcuni spettatori parteggianti per l'Andrea Doria»), sia sul Campo degli Orti, il 17 aprile 1921; in quest'ultimo caso la gara fu fatta sospendere dai carabinieri per i disordini creati da genovesi «armati di rivoltelle e di rasoi», in quello che l'inviato della Stampa definì «il primo disgustoso incidente occorso in tanti anni di sane e belle battaglie sportive combattute nella nostra città». Marcello Marcellini riporta invece che nel 1957, in occasione dello spareggio di San Siro per la promozione in A, i tifosi dell'Inter si unirono a quelli del Brescia, allenato dall'ex calciatore nerazzurro Fattori, mentre quelli del Milan scelsero di sostenere l'Alessandria dell'ex Pedroni.
La tifoseria organizzata, dichiaratamente apolitica, conobbe i suoi primi scontri nel corso del campionato 1974-1975 con gli ultras di Genoa, Como e Verona; paradossalmente fu proprio con i rossoblù che, il 4 maggio 1975, sancì il suo primo gemellaggio, «che ancora oggi esiste ed è uno tra i più vecchi d'Italia». Nel corso dei primi anni di militanza in Serie C1 e C2 vennero a crearsi rapporti ostili con diverse tifoserie liguri e toscane: episodi di violenza si verificarono in occasione delle gare contro lo Spezia a partire dal 1979 e per tutto il ventennio successivo; nello stesso arco temporale si ricordano screzi di varia entità con Savona, Carrarese, Lucchese, Siena e Montevarchi. Più recentemente si sono consolidate rivalità con altre tifoserie del Nord Italia: in particolare, gli scontri più aspri si sono avuti con i sostenitori del Varese. Rapporti controversi si hanno anche con i tifosi del Casale: le gare tra grigi e nerostellati (i derby della Provincia di Alessandria, che si giocano da oltre novant'anni), sono tra le più appassionate in Piemonte. Altri derby, meno celebrati e sentiti, sono quelli con altre squadre della provincia come Derthona, Novese, Acqui e Valenzana, e della zona del Piemonte Orientale, in particolare Novara (fu in occasione di uno scontro diretto contro gli azzurri che gli Ultras Grigi, nel 1974, realizzarono la loro prima coreografia) e Pro Vercelli; è accaduto anche che, in alcune occasioni, gruppi di tifosi grigi e delle Bianche Casacche si siano manifestati reciproca stima.